# Dekad
Dekad (från franska "decade", av grekiska δέκας, "dekas", "ett antal av tio") betyder "tiotal". Vanligen avses tidsperioder (tio dagar, eller tio år), men ordet förekommer även i andra sammanhang, exempelvis om en serie på tio böcker.
Inom vissa områden av främst teknisk karaktär (speciellt elektronik) används "dekad" ofta som beteckning för tiopotens i samband med logaritmiska skalor. Exempel på detta är frekvensintervall och motståndsserier. En faktor 100 kan uttryckas som "två tiopotenser" eller "två dekader".

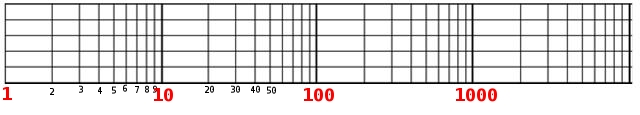
En x-axel med logaritmisk skala över fyra dekader.